# Halsschild

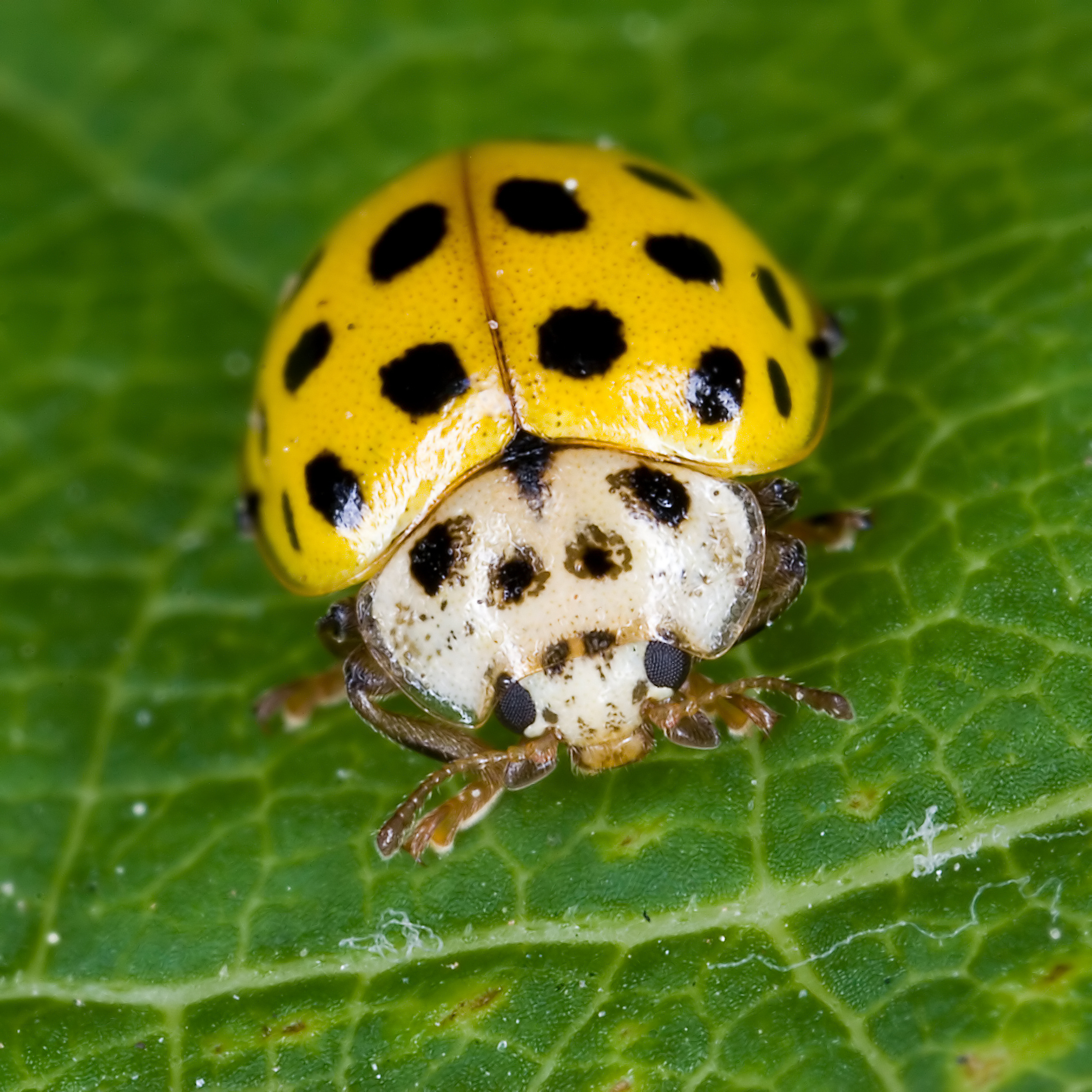
Zweiundzwanzigpunkt-Marienkäfer mit weißem Halsschild

Der Ausdruck Halsschild oder (Pro-)Scutum bezeichnet bei Insekten ein schildförmiges Oberteil (Pronotum) des ersten Segments des Thorax (Prothorax), besonders bei Käfern (Coleoptera), Ohrwürmern (Dermaptera), Schaben (Blattodea), Heuschrecken (Orthoptera) und Wanzen (Heteroptera).
Besonders groß und oft sogar mit Auswüchsen versehen ist das Pronotum bei Buckelzirpen (daher auch der Name).
Auch Teile des Meso- und Metanotums werden als Meso- bzw. Metascutum, nicht aber als Halsschild bezeichnet. Das kleinere, mittig hinter dem Halsschild liegende Schildchen heißt Scutellum.
Bei manchen anderen Gliederfüßern, wie z. B. den Doppelfüßern wird das dem Kopf nachfolgende Segment, das Collum, auch als Halsschild bezeichnet, obwohl es sich nicht wie bei den Insekten um einen Teil eines Thorax handelt.